# Caldes de Montbui
Caldes de Montbui (span. Caldas de Montbui oder Caldas de Montbuy) ist eine spanische Kleinstadt und Thermalbad in der Autonomen Region Katalonien.

## Lage
Caldes de Montbui gehört zum Kreis (comarca) Vallès Oriental in der Provinz Barcelona und liegt 35 km nördlich von Barcelona. Der Ort hat 17.932 Einwohner (Stand: 1. Januar 2022), die im Stadtkern und in Neubausiedlungen wohnen. Die 38 km² umfassende Gemarkung von Caldes de Montbui erstreckt sich mit dem südlichen Teil über die nach Barcelona reichende Vallès-Ebene und mit dem nördlichen bis zu den Ausläufern des Montseny-Gebirges. Auf einem davon befindet sich die zu Caldes gehörende Neubausiedlung El Farell, die auf einer Höhe von 805 Metern liegt. Caldes wird von Norden nach Süden durch einen tief eingeschnittenen Bach (Riera de Caldes) durchquert, der die Altstadt westlich umfließt. Durch den Ortskern verlaufen zwei Verkehrsadern, die Straße von Mollet del Vallès (im nördlichen Vorortbereich Barcelonas) nach Centelles und die von Granollers nach Terrassa.

## Die Thermalquelle
Auf Grund seiner Lage in einem Gebiet mit geologischen Brüchen und Verwerfungen, finden sich in Caldes Thermalquellen mit einer Ausschüttung von insgesamt 1.000 m³ pro Tag und einer Temperatur von 74 °C – der höchsten auf der Iberischen Halbinsel und der zweithöchsten Europas. Dem Thermalwasser verdankt Caldes auch seinen Namen, der sich vom katalanischen Wort càlid (‚warm‘) herleitet.

## Geschichte

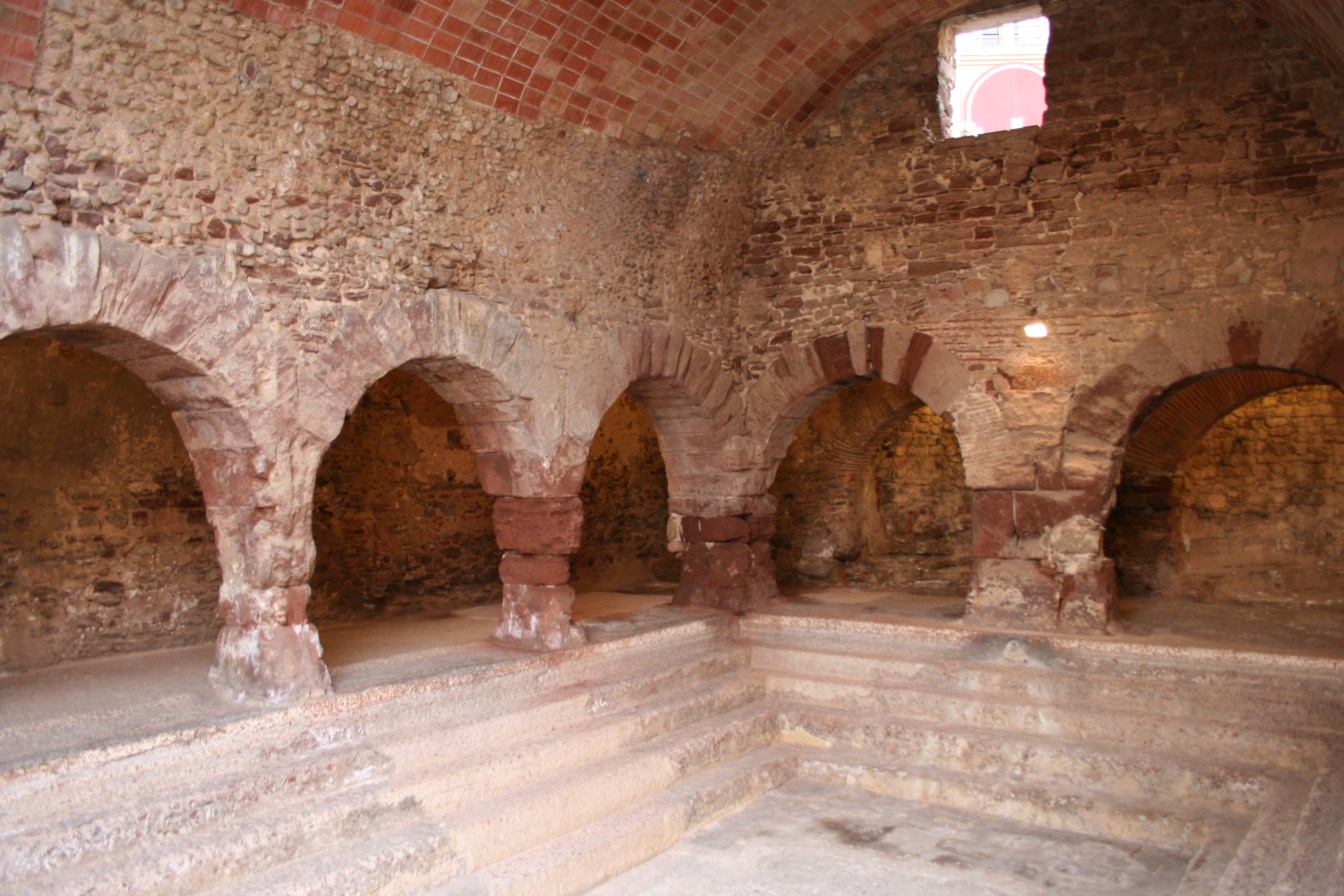
Römische Therme in Caldes de Montbui

Mit der Ankunft der Römer während des 2. Jahrhunderts v. Chr. kann man von der direkten Vorgeschichte des heutigen Caldes de Montbui sprechen. Angezogen von der Fruchtbarkeit des Bodens und der Ergiebigkeit der Thermalquellen gründeten die Römer hier die Siedlung Aquae Calidae, die schon sehr bald zu einem Zentrum der Gesundheit und der Freizeit für die Provinz wurde.
Im späten Mittelalter, als Caldes seinen heutigen Namenszusatz de Montbui wegen seiner Zugehörigkeit zum Territorium der Herren von Montbui (‚Ochsenberg‘) bekam, wurde der Ort durch Handel und Handwerk und zahlreiche Manufakturen wohlhabend. Der wirtschaftliche Niedergang von Caldes begann mit dem Aufstand der Schnitter im 17. und dem Spanischen Erbfolgekrieg Anfang des 18. Jahrhunderts. In der zweiten Hälfte des 19. Jahrhunderts erholte sich Caldes wirtschaftlich dank der touristischen Nutzung seines Thermalwassers. Zum Aufschwung trug auch die 1880 eingeweihte Eisenbahn von Mollet nach Caldes bei, obwohl sie eigentlich gebaut wurde, um Granit für die Pflasterung Barcelonas herbeizuschaffen. Der Betrieb der Granitsteinbrüche und die Textilindustrie legten die Grundlage für den Wohlstand Caldes’ zu Beginn des 20. Jahrhunderts. Die intensive Industrialisierung des Umlandes von Barcelona, die bis in die Nachbargemeinde Palau-solità i Plegamans vordrang, erreichte Caldes jedoch nicht, was seine Funktion als Kurort und als Zweitwohnsitz (in Neubausiedlungen nördlich des Hauptortes) für Familien aus dem Großraum Barcelona begünstigte. Anstelle der 1932 eingestellten Eisenbahn entwickelte sich in Caldes de Montbui eines der größten Busunternehmen Kataloniens, die Firma Sagalés.

## Wirtschaft
Die Landwirtschaft verliert durch das Wachstum von Industrie und Dienstleistung an Bedeutung, wobei der Gartenbau noch immer sehr wichtig ist. Auch der Tourismus spielt auf Grund der Thermalbäder eine bedeutende Rolle. Von der reichen und vielfältigen Gastronomie sind die carquinyolis, eine Art Kekse, und der llonganissa, eine Wurstart, erwähnenswert.

## Sehenswertes

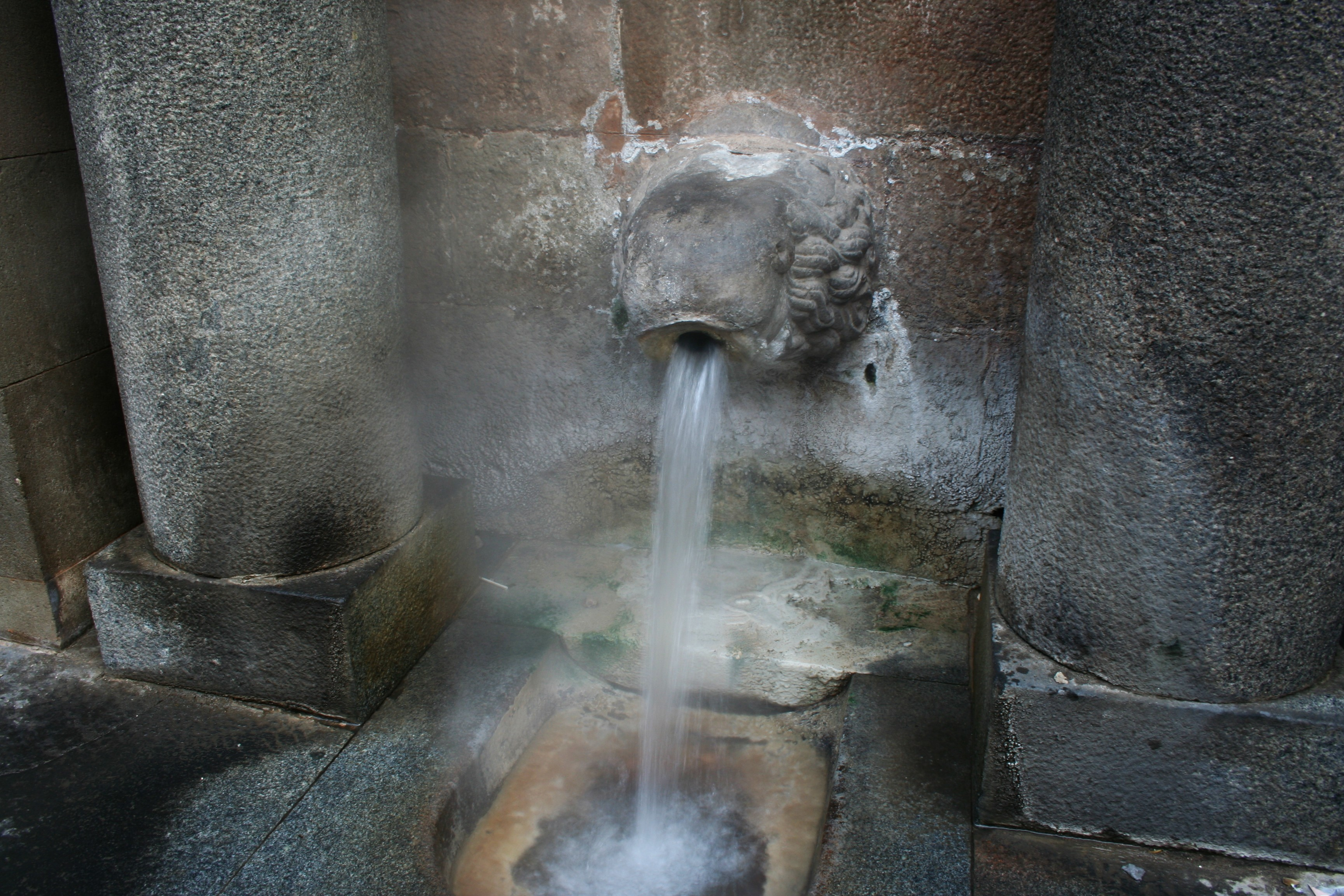
Font del lleó (Löwenbrunnen)

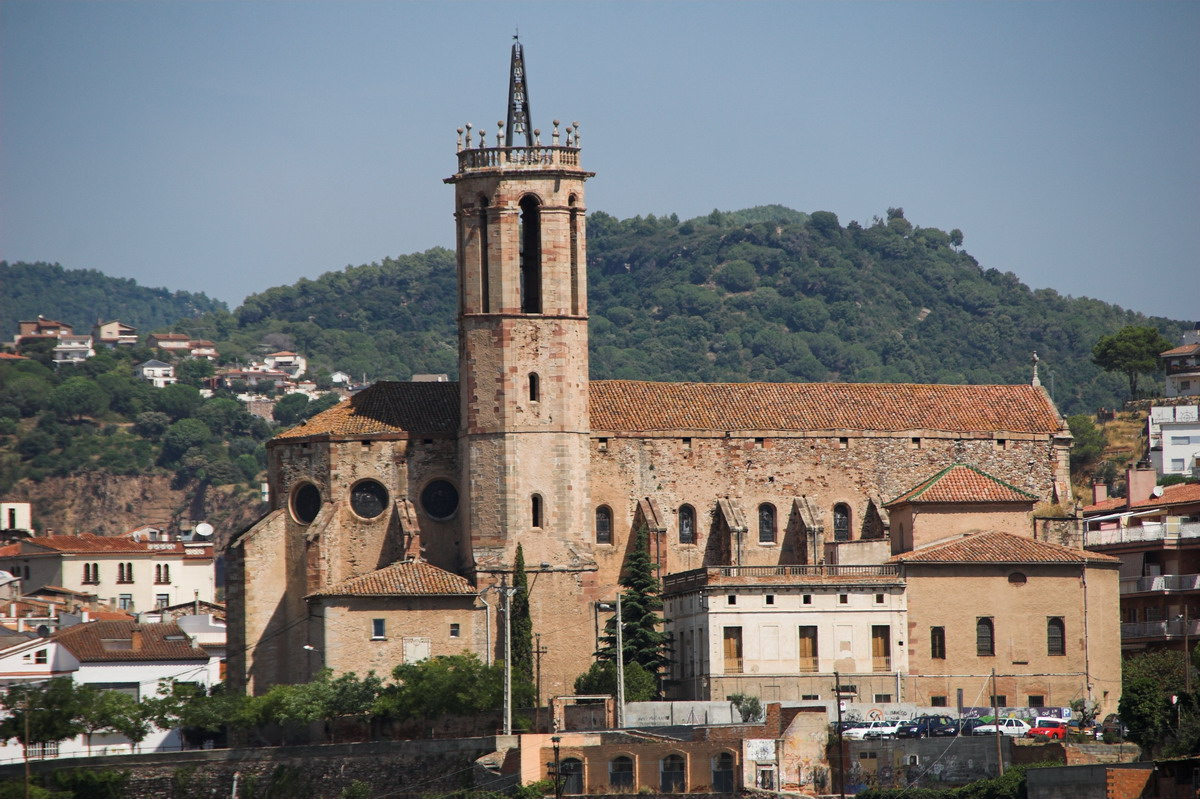
Kirche Santa Maria

Mit der Nutzung der Thermalbäder begann die städtebauliche Entwicklung der Gemeinde. Der Löwenbrunnen – Font del lleó –, der 1581 gebaut wurde, ist 1822 und 1927 renoviert worden. Dieser befindet sich auf dem Marktplatz, Das Wasser kommt immer in gleichbleibender Menge aus dem Brunnen und enthält Chlor, Fluor, Brom und Iod. Es wird u. a. zur Heilung von Arthritis und Knochenbrüchen verwendet. Auf dem Marktplatz befinden sich auch die römischen Thermen, das aus den 1990er Jahren stammende Rathaus, das Kurhotel Broquetes und zwei miteinander verbundene Museen: Casa Delguer und Thermalia, ein architektonisch interessantes Renaissance-Gebäude, das ehemalige Spital Santa Susanna. Es enthält neben Erklärungen zum Bäderwesen auch eine Sammlung mit Werken des in Barcelona geborenen Malers und Bildhauers Manolo Hugué. Durch dessen Freundschaft mit Pablo Picasso besitzt das Museum auch Gemälde, Skulpturen und Keramik von Picasso.
Am Rande der Altstadt befindet sich die Marienkirche, die von 1589 bis 1714 erbaut wurde. Ihr Portal gilt als eines der schönsten Kunstwerke des barocken Kataloniens. Auch die salomonischen Säulen sind sehr interessant. Sie stammen von dem französischen Bildhauer Pere Ruppin. Die Kirche hat nur ein einziges Schiff und zwölf Nebenkapellen. Das bedeutendste Kunstwerk der Kirche ist die Holzskulptur Crist Majestat (‚Die Heilige Majestät‘). Es sieht orientalisch aus und kam Mitte des 15. Jahrhunderts durch Zigeuner nach Caldes. Nur der Kopf ist noch als Original erhalten, der Rest ist eine Kopie, weil das Original 1936 zerstört wurde. Weitere Sehenswürdigkeiten sind zwei mit Thermalwasser betriebene Waschplätze sowie die Remei-Kapelle am nördlichen Stadtrand, die auf eine Kultstätte aus heidnischen Zeiten zurückgeht.

## Persönlichkeiten
- Jordi Solé (* 1976), katalanischer Politikwissenschaftler und Politiker

## Städtepartnerschaften
- Taunusstein (Hessen) seit 1989
- Lécaude im Département Calvados (Frankreich)